# Haimo L. Handl

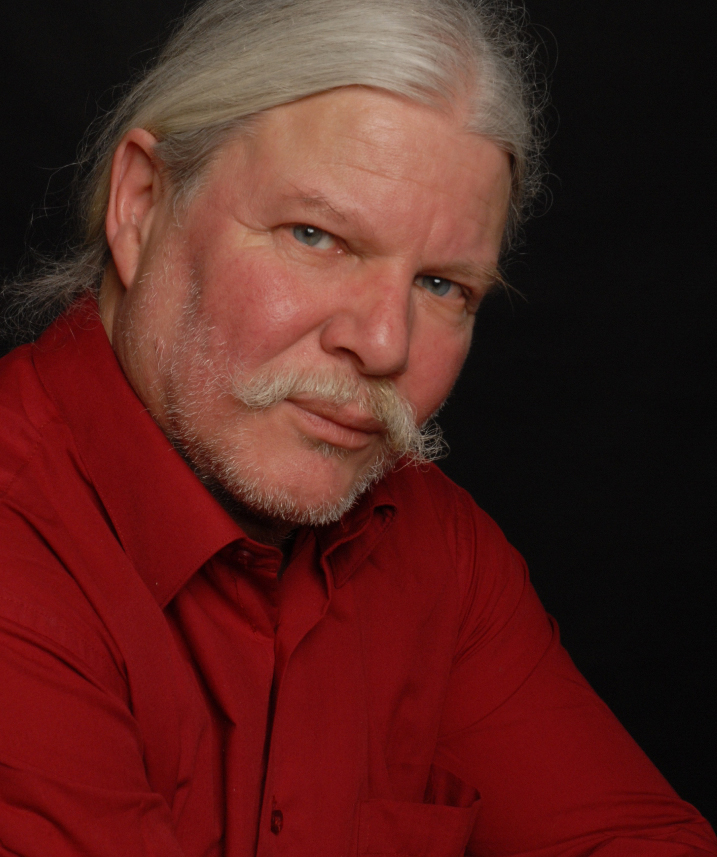
Haimo L. Handl (2013)

Haimo Leopold Handl (* 15. September 1948 in Feldkirch, Vorarlberg; † 24. Mai 2019 in Mistelbach, Niederösterreich) war ein österreichischer Verleger und Schriftsteller.

## Leben
Haimo L. Handl studierte Politikwissenschaft an der Universität Wien und an der Virginia Polytechnic Institute and State University und absolvierte ein Doktoratsstudium in Publizistik und Kommunikationswissenschaft an der Universität Wien. Von 1976 bis 1977 war er als Fotograf für die von Gerald Graßl herausgegebene Zeitschrift Löwenmaul tätig. Handl arbeitete als Consultant, Projektmanager und im Qualitätsmanagement. Von 1982 bis 2003 war er Lektor am Institut für Publizistik und Kommunikationswissenschaft sowie am Institut für Politikwissenschaft der Universität Wien.
Zwischen 1997 und 2009 fungierte er als Herausgeber und Chefredakteur der politisch und kulturell orientierten Online-Zeitschrift Zitig (ISSN 1999-2815). Als Redakteur bei Kultur-Online publizierte er von 2004 bis 2016 eine wöchentliche Kolumne sowie Beiträge zu Kultur und Literatur. Handl rief 2008 den Bildungs- und Kulturverein Gleichgewicht ins Leben, der grenzüberschreitend tätig war.
Ende 2008 gründete Handl den Kleinverlag Driesch, der ein kleines literarisches Nischenprogramm publizierte. Zwischen 2010 und 2014 gab der Verlag die gleichnamige Zeitschrift für Literatur & Kultur (ISSN 2078-6433) heraus, die Prosa, Lyrik und Essays in allen Sprachen (nicht-deutsche Texte mit deutscher Übersetzung) veröffentlichte. Außerdem enthielt die Zeitschrift Buchrezensionen und Grafiken.
Haimo L. Handl lebte in Wien und Drösing im niederösterreichischen Weinviertel. Seine Arbeitsschwerpunkte lagen neben der Bildungsarbeit auf dem Gebiet der Literatur und des Verlagswesens. Er war Mitglied der Grazer Autorinnen Autorenversammlung und beim Literaturkreis Podium.
Haimo L. Handl verstarb nach einem längeren Krebsleiden am 24. Mai 2019 um 04.30 Uhr im Landesklinikum in Mistelbach, Niederösterreich.

## Publikationen
- Die gerettete Botschaft. Katalog zur Ausstellung. Wien 1985[8]
- mit Gerda Kramer: Fachinformations-Führer 10: Entwicklungsländer. Wien 1986, ISBN 3-205-06110-1.
- Die Abwesenheit. Katalog zur Ausstellung. Wien 1988.
- Nachtschatten. Hörbuch. CD & Booklet, Viza Verlag, Wien 2005, ISBN 3-900792-11-9.
- Schauhör. Kulturkolumnen, Viza Verlag, Wien 2007, ISBN 978-3-900792-22-0.
- es war hell geworden. Ein Dialog zwischen einer älteren Frau und einem älteren Mann in Hiroshima am 6. August 1945. Driesch, Drösing 2009, ISBN 978-3-9502647-2-2
- drinnen & draussen. Kurzprosa, Driesch, Drösing 2010, ISBN 978-3-9502647-6-0.
- drinndraussen. Hörbuch, CD, Driesch, Drösing 2010, ISBN 978-3-9502647-5-3
- Schnee von morgen – Kulturkolumnen 2010-2011. Driesch, Drösing 2012, ISBN 978-3-902787-01-9
- Abseits – Kulturkolumnen 2012. Driesch, Drösing 2013, ISBN 978-3-902787-08-8.

## Herausgeber
- Werbung: Rollenklischee – Produktkultur – Zeichencharakter. Reihe Angewandte Semiotik, Bd. 4, Wien 1985, ISBN 3-900494-02-9.
- War Texts. Viza Verlag, Wien 2005, ISBN 978-3-900792-10-7.
- Grenzschreiben – Psaní na hranici – Hranicné písanie. Prosa & Lyrik (Deutsch, Tschechisch, Slowakisch), Driesch Verlag, Drösing 2008, ISBN 978-3-9502647-0-8.
- Gisela Elsner: Gefahrensphären. Über Franz Kafkas Amtliche Schriften. Illustrationen von Robert Petschinka, Driesch Reihe, Drösing 2012, ISBN 978-3-902787-00-2.